# 单甲乡
单甲乡（佤语：Dāoh Nqax:946），是中华人民共和国云南省临沧市沧源佤族自治县下辖的一个乡。单甲一词由佤语音译，“单”为河源，“甲”为咒骂，意为“咒骂河之源”。乡政府驻永武村委会永董自然村，陆距沧源县城44.2千米。

## 历史沿革
1956年单甲区工作委员会和人民政府成立。1968年在人民公社化运动中改为单甲公社，次年更名向阳公社，1971年复名单甲公社。1984年再次改置为单甲区，1988年撤区建乡成立单甲乡。2004年，单甲乡政府驻地由单甲村委会单甲村迁至永武村委会永董村。

## 地理
单甲乡位于沧源县东部，南与缅甸掸邦勐冒县接壤，国境线长26.56千米，西北东依次与勐董镇、糯良乡、勐省镇、岩帅镇和澜沧县的雪林佤族乡为邻。单甲乡总面积203.7平方千米，2010年普查总人口11,080人，居民以佤族为主，其次是拉祜族和汉族，佤族人口超过总人口的98%。乡内山脉有大黑山、安墩山、邦盆山等，地势西部和中南部高，最高点为大黑山（2,469米），最低点为永武（1,480米）。主要河流有拉勐河、东丁河等，属澜沧江水系，东丁河上游建有中型东丁水库，单甲乡也是沧源县重要的水源地。气候上属亚热带季风气候，全年气候温和，立体气候显著，年均气温15.4℃，年均降水1589.9毫米。单甲乡的亚热带季雨林是沧源县内森林资源保护率最高的地区之一，2011年森林覆盖率68.71%，木材储量大。

## 行政区划
单甲乡下辖以下地区：
单甲村、怕结村、永改村、安也村、嘎多村和永武村。

## 经济
单甲乡的经济以农业为主，2011年农民人均纯收入3,034元。2011年，单甲乡粮食种植面积3.69万亩，年产5,407吨；茶场1.17万亩，年产368吨；甘蔗4360亩，年产1.33万吨，其他农作物还有烤烟、油菜等。畜牧业方面，2011年末生猪和其他大牲畜共存栏14,435头，年畜牧业总产值282万元。2011年政府财政收入29万元。

## 基础设施
单甲乡内有小学9所，初中1所，在校学生共1,678人。医疗方面有卫生所1所、门诊所2个、村卫生室6个，共有病床12张，专业卫生人员23人。交通方面有乡村公路12条共87.02千米，其中砂石路面9条共74.84千米，每天有2班发往县城勐董的班车。